# Альфредо Квакваріні
Альфредо Квакваріні (ісп. Alfredo Quaquarini, 29 березня 1952) — аргентинський хокеїст на траві.